# Pacte de Puntofijo

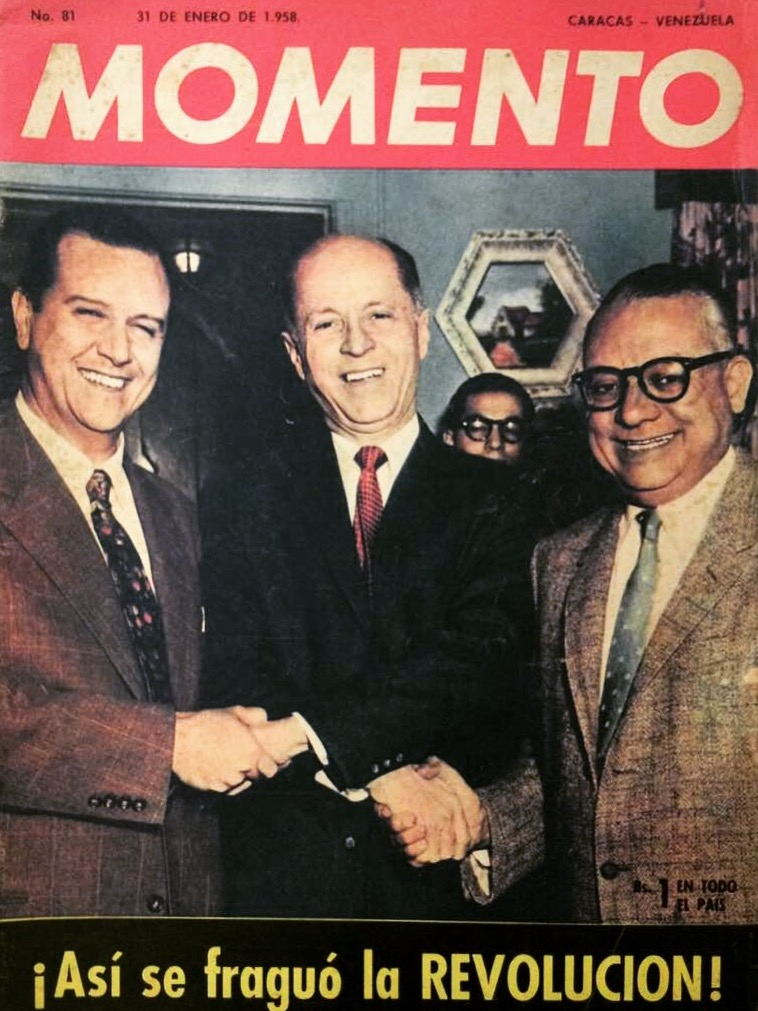
Couverture du magazine momento du 31 janvier 1958, présentant les dirigeants politiques vénézuéliens Rafael Caldera, Jóvito Villalba et Rómulo Betancourt.

Le pacte de Puntofijo est un accord politique conclu en 1958 entre les trois grands partis vénézuéliens pour assurer la stabilité au pays. Ses effets se sont fait sentir jusqu'au début des années 90.

## Assurer la démocratisation du pays
Conclu le 18 octobre 1958 entre les trois grands partis vénézuéliens, l'Action démocratique (AD, Acción Democratica, social-démocrate), le COPEI (Comité d'organisation politique électorale indépendante, social-chrétien) et URD (Unión Republicana Democrática, social-libéral), ce pacte les obligeait mutuellement à respecter les résultats des élections de décembre 1958.
Alors que la dictature de Marcos Pérez Jiménez venait de se terminer, ce pacte a pour objectif de pérenniser le processus démocratique, en rendant possible l'alternance politique, et en écartant le Parti communiste vénézuélien.
Le Puntofijo est le nom de la résidence de la famille du leader du COPEI, Rafael Caldera.
En désaccord sur la politique à conduire vis-à-vis de Cuba, l'URD quitte la coalition gouvernementale en 1962.

## La remise en cause par le Caracazo
Ce pacte a permis au Venezuela trente années de démocratie, mais en organisant l’alternance entre les deux partis principaux du pays, garantissant une grande stabilité politique, contrairement aux pays voisins, et a permis d'intégrer les classes populaires par un système de redistribution. L’équilibre s’est rompu avec le développement du clientélisme et de la corruption, et à la réduction des revenus du pétrole. L’austérité budgétaire du président Carlos Andrés Pérez provoque le Caracazo.
L’opinion s’est détachée du pacte, et son reversement par la prise de pouvoir d'Hugo Chávez a été vu comme le souhait de renverser « les bénéficiaires et perpétuateurs du système instauré quelques décennies auparavant »